# Жиганськ
Жиганськ (якут. Эдьигээн, рос. Жиганск) — селище в Росії, у Республіці Саха (Якутія). Адміністративний центр Жиганського улусу.